# Olha Dubrowina
Olha Wiktoriwna Dubrowina (ukr. Ольга Вікторівна Дубровіна; ur. 2 maja 1987 w Dnieprze) – ukraińska koszykarka, występująca na pozycji rozgrywającej, reprezentantka kraju.

## Osiągnięcia
Stan na 21 marca 2023, na podstawie, o ile nie zaznaczono inaczej.

### Drużynowe
- Mistrzyni:
  - Ukrainy (2007, 2014, 2021)[4][5]
  - Kazachstanu (2017)[6]
- Wicemistrzyni:
  - Węgier (2009)
  - Bułgarii (2012, 2013)[7][8]
  - Kazachstanu (2016)
  - Ukrainy (2006, 2008)
- Zdobywczyni Pucharu Ukrainy (2021)[5]
- Finalistka pucharu:
  - Bułgarii (2012, 2013, 2015)[7][8][9]
  - Ukrainy (2008)
- Uczestniczka międzynarodowych rozgrywek Eurocup (2006–2008, 2009/2010)

### Indywidualne
(* – nagrody przyznane przez portale eurobasket.com, asia-basket.com)
- MVP ligi bułgarskiej (2015)*[9]
- Najlepsza*:
  - zawodniczka:
    - europejska EWBL (2016)
    - defensywna ligi:
      - EWBL (2016)
      - bułgarskiej (2012)[7]

    - występująca na pozycji obronnej ligi:
      - Europejskiej Ligi Koszykówki Kobiet (EWBL – 2016)
      - bułgarskiej (2012, 2015)[7][9]
      - ukraińskiej (2021[5]
      - białoruskiej (2017)[6]
- Zaliczona do*:
  - I składu:
    - All-Europeans EWBL (2016)
    - ligi:
      - ukraińskiej (2021)[5]
      - kazachskiej (2016, 2017)
      - bułgarskiej (2012, 2013, 2015)[7][8][9]
      - białoruskiej (2017)[6]

  - II składu:
    - EWBL (2021)
    - ligi ukraińskiej (2006, 2014)[4]

  - honorable mention EWBL (2017)
- Liderka w:
  - asystach ligi:
    - ukraińskiej (2014, 2021, 2022)[4][10]
    - bułgarskiej (2013, 2015)[8][9]
    - białoruskiej (2017)[6]

  - przechwytach ligi bułgarskiej (2012, 2015)[7][9]

### Reprezentacja

#### Seniorów
- Uczestniczka:
  - mistrzostw Europy (2009 – 13. miejsce, 2013 – 13. miejsce, 2015 – 16. miejsce)
  - kwalifikacji do Eurobasketu (2009, 2011, 2015, 2017, 2021, 2023)

#### Młodzieżowe
- Uczestniczka:
  - mistrzostw Europy:
    - U–20 (2005 – 7. miejsce, 2006 – 13. miejsce, 2007 – 13. miejsce)
    - U–18 dywizji B (2005 – 11. miejsce)

  - kwalifikacji do mistrzostw Europy U–18 (2004)